# Amischa nigrofusca
Amischa nigrofusca är en skalbaggsart som först beskrevs av Stephens 1832.  Amischa nigrofusca ingår i släktet Amischa, och familjen kortvingar. Arten är reproducerande i Sverige.